# Селсо Аяла
Селсо Рафаел Аяла Гавила̀н (на испански: Celso Rafael Ayala Gavilán) е бивш парагвайски футболист, роден на 20 август 1970 г. в Асунсион. Той е на трето място по брой изиграни мачове за Парагвай с 85 срещи. През 90-те години той е основен играч в отбраната на националния отбор. Отличава се с добрата си игра с глава и многото спечелени единоборства, нюха си за пласиране и лидерските си качества. Участник е на две световни първенства - през 1998 и 2002.

## Титли
- 1992: Първо място на Преолимпико Судамерикано Суб 23 с Парагвай
- 1993: Шампион на Парагвай с Олимпия:
- 1996: Носител на Копа Либертадорес с Ривър Плейт
- 1997: Носител на Суперкопа Судамерикана с Ривър Плейт
- 2006: Шампион на Чили (Апертура) с Коло Коло